# Aerokopter AK1 Sanka
L'Aerokopter AK1-3 Sanka è un elicottero leggero monomotore a turbina con posto pilota più passeggero, prodotto dall'azienda ucraina Aerokopter dal 2014 di Karkiv. L'aereo viene fornito come un velivolo pronto per il volo.
Alcune fonti si riferiscono all'AK1-3 come Sanka o San'ka.

## Storia
Il primo elicottero sperimentale ha effettuato il suo primo volo il 12 ottobre 2001. È stato utilizzato per numerose prove in fabbrica per migliorare i processi di progettazione e ingegneria. Il secondo AK1-3 è decollato a luglio del 2003.
La progettazione è stata eseguita utilizzando gli strumenti informatici SARP e Auto CAD, NASTRAN, Mechanical Desktop 4, Fluent, Xfoil, ecc. Il velivolo è stato progettato secondo gli standard applicabili ai veicoli ad ala rotante AP 27. Grazie agli stretti legami dell'azienda con la NY Zhukovsky Aerospace University, l'Accademia Nazionale dell'Ucraina e altri enti scientifici, è stato possibile effettuare le prove statiche e dinamiche delle pale dei rotori principale e di coda.
Al fine di garantire l'affidabilità degli elementi primari, è stata creata una stretta collaborazione con l'ufficio di progettazione Progress denominato AG Ivchenko, la società statale PO UMZ denominata AM Makarov che produce le scatole di collegamento, propulsione e trasmissione.
L'impianto produce oltre il 65% degli elementi del velivolo (comprese le pale composite) e ne assicura l'assemblaggio.
Nel 2005, Aerokopter ha condotto i test di certificazione dell'AK 1-3 in conformità con le normative APU-21.

## Descrizione
L'Aerokopter AK1-3 è un elicottero leggero in grado di svolgere missioni di ogni tipo:
- sorveglianza di immobili e aziende;
- incarichi di ricerca;
- esplorazione geologica e fotografia aerea;
- istruzione e addestramento al volo;
- diffusione;
- viaggio di lavoro o di piacere[4].

L'elicottero AK1-3 soddisfa i requisiti dell'idoneità Normotolet degli elicotteri della categoria normale AP-27 e soddisfa gli standard internazionali per il livello di rumore sul campo. L'elicottero è dotato di un certificato di tipo TP-0008, rilasciato dal Servizio aeronautico statale dell'Ucraina il 30 giugno 2006.
Il peso dell'elicottero vuoto è di 390 kg, il che consente di trasportarlo su un piccolo rimorchio per auto. Allo stesso tempo, il trailer è un eliporto mobile.

### Schema elicottero monovite
L'elicottero AK1-3 è realizzato secondo lo schema monovite, è costituito dal telaio scorrevole, un telaio tubolare, un pianale elettrico su cui si trova la cabina in materiali compositi, centralina elettrica, il riduttore principale, sistema di trazione e una trave di coda del sottocarro con riduttore.

### Cabina elicottero
La cabina dell'elicottero può ospitare due membri dell'equipaggio. La larghezza della cabina all'altezza delle spalle è di 1200 mm (elicottero R.22 – 1055 mm). L'ampia superficie vetrata offre all'equipaggio una buona visuale in tutte le direzioni. I sedili pilota sono regolabili a terra, dotati di cintura in vita e spallacci.

### Attrezzatura per la navigazione acrobatica
L'equipaggiamento di navigazione aeronautica dell'elicottero consente di effettuare voli in condizioni meteorologiche favorevoli durante il giorno secondo le regole del volo a vista. Su richiesta del cliente, sull'elicottero può essere installato un sistema di navigazione GPS. Il sistema di registrazione di bordo per i parametri di volo è in fase di sviluppo.

### Motore
L'elicottero è dotato di una centrale elettrica basata su un motore a pistoni per il raffreddamento a liquido EJ-25 "Subaru", funzionante a benzina con un numero di ottano di 95 e motore ECU gennaio-5.1. Lo State Aviation Service, con la direttiva di aeronavigabilità DLP-0882-13, ha stabilito la possibilità di utilizzare il motore Subaru EJ-25 su elicotteri AK1-3 per non più di 500 ore dall'inizio delle operazioni. La coppia del motore viene trasmessa all'albero di trasmissione del cambio principale tramite una trasmissione a cinghia con una frizione di bypass.

### Sistema di controllo
Il sistema di controllo è meccanico. Il cablaggio di controllo nei canali del passo generale e ciclico è rigido e nel canale del binario è misto. L'elicottero è dotato di un sistema di riscaldamento e ventilazione della cabina con vetro soffiato, che consente di volare comodamente in condizioni invernali.

## Incidenti
Il 25 giugno 2013 alle 07:17 durante un volo di addestramento nell'area dell'autostrada Kremenchuk (Velyka Kokhnivka) sull'elicottero AK1-3 UR-HAU operato dal Kremenchuk Flight College della National Aviation University, tra la 2 e 3a inversione a U, il motore si è guastato costringendo l'equipaggio a effettuare un atterraggio forzato fuori dall'aerodromo. C'erano due persone a bordo dell'aereo: un istruttore e un cadetto. L'elicottero si è schiantato, ferendo entrambi i membri dell'equipaggio tanto da trasferirli in ospedale.

## Utilizzatori
Australia
 Austria
 Azerbaigian
 Belgio
 Canada
 Francia
3 elicotteri
 Georgia
 Italia
 Rep. Ceca
 Russia
3 elicotteri
 Sudafrica
5 elicotteri (acquistato da Albert Cousteau, parente del capitano Jacques-Yves Cousteau)
 Turchia
 Turkmenistan
 Ucraina
- Aeronautica militare ucraina
- Ministero per le situazioni di emergenza dell'Ucraina
- Ministero degli affari interni (Ucraina)
- Servizio di guardia di frontiera dell'Ucraina

 Stati Uniti
1 elicottero 
 Uzbekistan